# Fritz Söderman
Fredrik "Fritz" Adolf Christoffer Söderman, född 4 juni 1838 i Stockholm, död 14 juli 1883 i Klara församling, Stockholms stad, var en svensk violoncellist. Han var son till Johan Wilhelm Söderman och halvbror till August Söderman. 

## Biografi
Söderman, som var elev till Grützmacher i Leipzig, var cellist i hovkapellet i Stockholm 1859–1880 samt blev lärare i  violoncellspel vid konservatoriet där 1866, ledamot av Musikaliska akademien samma år och bibliotekarie vid akademien 1878. Hans ovanligt mjuka och varma celloton gjorde sig väl gällande såväl i orkester- och solospel som vid de kammarmusiksoaréer han anordnade på 1870-talet. Söderman komponerade ett sångspel och violoncellstycken med mera.